# Agata Kornhauser-Duda
Agata Kornhauser-Duda, née Kornhauser le 2 avril 1972  à Cracovie, est l'épouse d'Andrzej Duda. Elle est à ce titre la Première dame de Pologne entre 2015 et 2025.

## Biographie
Née le 2 avril 1972  à Cracovie, Agata Kornhauser est la fille d'Alicja Wojna et de l'écrivain Julian Kornhauser, traducteur et critique littéraire, auteur d'un recueil de poèmes. Celui-ci est juif, tandis que sa mère est catholique[réf. souhaitée].
Elle a un frère, Jakub Kornhauser, devenu poète et traducteur de langues romanes. Alors qu’Agata s'engage en faveur de son époux en vue de l'élection présidentielle de 2015, il soutient la candidature, finalement avortée, de l'écologiste de gauche Anna Grodzka. Jakub Kornhauser affirme que sa sœur est plus libérale qu'Andrzej Duda. Cependant, ce dernier était lui-même membre du parti libéral Union pour la liberté au début de sa carrière politique.
Agata Kornhauser suit d'abord des études secondaires au lycée Bartłomiej-Nowodworski, les terminant en 1991,,.
Le 21 décembre 1994, durant ses études supérieures à l'université Jagellonne — dont elle sort diplômée en philologie allemande en 1997,, —, elle épouse Andrzej Duda. De cette union naît en 1995 une fille, Kinga, diplômée en 2019 de droit, également à l'université Jagellonne.
En 1998, Agata Kornhauser-Duda est nommée professeure d'allemand au lycée Jan III Sobieski de Cracovie.
Le 24 mai 2015, Andrzej Duda est élu président de la République de Pologne face au président sortant, Bronisław Komorowski. Agata Kornhauser-Duda quitte dans la foulée son poste d’enseignante et devient Première dame de Pologne.